# Ippolito Lante Montefeltro della Rovere, I duca di Bomarzo
Ippolito Lante Montefeltro della Rovere, I duca di Bomarzo (Roma, 15 giugno 1618 – Roma, 29 giugno 1688), è stato un nobile italiano.

## Biografia
Nato a Roma il 15 giugno 1618, Ippolito era figlio di Marcantonio Lante (1566–1643) e di sua moglie Lucrezia della Rovere. Suo zio paterno era il cardinale Marcello Lante. Suo fratello Lodovico Lante sposerà Olimpia Cesi, figlia di Federico Cesi, duca di Acquasparta.
Intrapresa la carriera ecclesiastica giovanissimo, venne promosso al rango di abate commendatario ma nel 1648 rinunciò a tale carica. Nel 1646 venne creato primo duca di Bomarzo.
Acquistò una villa a Bagnaia che divenne nota come Villa Lante grazie anche ai possenti lavori di miglioria ed arricchimento alla struttura che egli fece apportare ed ai ricchi giardini che fece progettare a Pietro da Cortona, al quale diede commissione di dipingere anche una Allegoria della Guerra e della Pace. L'idea di Ippolito era quello di trasformare la villa da complesso tipico di strutture difensive in una vera e propria residenza barocca, compito che portò a termine pur mantenendo parte dei fortilizi precedenti. Come è noto, Pietro da Cortona aveva lavorato assiduamente per la famiglia Barberini, e Ippolito fu in rapporti amichevoli con Maffeo Barberini, principe di Palestrina, discendente del pontefice Urbano VIII, con il quale sovente trascorse delle giornate a Villa Lante.
Nel 1679 vendette il marchesato di Massa, acquistando al suo posto il marchesato di Belmonte e di Rocca Sinibalda, e la baronia di Antuni.
Fu inoltre proprietario di Villa Lante al Gianicolo a Roma dove morì il 29 giugno 1688.

## Matrimonio e figli
L'11 febbraio 1646 sposò Maria Cristina Altemps (1626 - 2 giugno 1712), figlia di Giovanni Pietro d'Altemps, III duca di Gallese, marchese di Soriano nel Cimino, nobile romano e napoletano e di sua moglie Angelica de' Medici, nipote di Giulio de' Medici. La coppia ebbe cinque figli:
- Antonio (1648 - 1716), II duca di Bomarzo, sposò nel 1683 Louise Angelique Charlotte de La Trémoille (1655 - 1698), sorella di Marie Anne de La Trémoille.
- Marcello (1650 - ?), cavaliere di Malta
- Luigi (1653 - ?), uomo d'arme
- Lavinia (1655 - ?), sposò nel 1676 Giovanni Filippo Marini, V marchese di Castelnuovo Scrivia
- Angelica (1658 - ?), monaca

## Albero genealogico
|                                                            |                     |                                | Genitori       |  |  | Nonni |  |  | Bisnonni      |  |  | Trisnonni      |  |
|                                                            |                     |                                |                |  |  |       |  |  | Michele Lante |  |  | Gherardo Lante |  |
|                                                            |                     |                                |                |  |  |       |  |  | Michele Lante |  |  | Gherardo Lante |  |
|                                                            |                     | Lucrezia Compagni              |                |  |  |       |  |  | Michele Lante |  |  |                |  |
| Lodovico Lante                                             |                     |                                |                |  |  |       |  |  | Michele Lante |  |  |                |  |
|                                                            |                     | Antonia Astalli                | …              |  |  |       |  |  |               |  |  |                |  |
|                                                            |                     | Antonia Astalli                | …              |  |  |       |  |  |               |  |  |                |  |
|                                                            |                     | Antonia Astalli                | …              |  |  |       |  |  |               |  |  |                |  |
| Marcantonio Lante, marchese di San Lorenzo e Monteleone    |                     | Antonia Astalli                |                |  |  |       |  |  |               |  |  |                |  |
|                                                            |                     | Girolamo Maffei                | Achille Maffei |  |  |       |  |  |               |  |  |                |  |
|                                                            |                     | Girolamo Maffei                | Achille Maffei |  |  |       |  |  |               |  |  |                |  |
|                                                            |                     | Girolamo Maffei                | …              |  |  |       |  |  |               |  |  |                |  |
| Lavinia Maffei                                             |                     | Girolamo Maffei                |                |  |  |       |  |  |               |  |  |                |  |
|                                                            |                     | Antonia Mattei                 | …              |  |  |       |  |  |               |  |  |                |  |
|                                                            |                     | Antonia Mattei                 | …              |  |  |       |  |  |               |  |  |                |  |
|                                                            |                     | Antonia Mattei                 | …              |  |  |       |  |  |               |  |  |                |  |
| Ippolito Lante Montefeltro della Rovere, I duca di Bomarzo |                     | Antonia Mattei                 |                |  |  |       |  |  |               |  |  |                |  |
|                                                            | Giulio Della Rovere | Francesco Maria I Della Rovere |                |  |  |       |  |  |               |  |  |                |  |
|                                                            | Giulio Della Rovere | Francesco Maria I Della Rovere |                |  |  |       |  |  |               |  |  |                |  |
|                                                            | Giulio Della Rovere | Eleonora Gonzaga Della Rovere  |                |  |  |       |  |  |               |  |  |                |  |
| Ippolito Montefeltro della Rovere                          | Giulio Della Rovere |                                |                |  |  |       |  |  |               |  |  |                |  |
|                                                            |                     | Leonora da Ferrara             | …              |  |  |       |  |  |               |  |  |                |  |
|                                                            |                     | Leonora da Ferrara             | …              |  |  |       |  |  |               |  |  |                |  |
|                                                            |                     | Leonora da Ferrara             | …              |  |  |       |  |  |               |  |  |                |  |
| Lucrezia della Rovere                                      |                     | Leonora da Ferrara             |                |  |  |       |  |  |               |  |  |                |  |
|                                                            |                     | …                              | …              |  |  |       |  |  |               |  |  |                |  |
|                                                            |                     | …                              | …              |  |  |       |  |  |               |  |  |                |  |
|                                                            |                     | …                              | …              |  |  |       |  |  |               |  |  |                |  |
| Isabella Vitelli                                           |                     | …                              |                |  |  |       |  |  |               |  |  |                |  |
|                                                            |                     | …                              | …              |  |  |       |  |  |               |  |  |                |  |
|                                                            |                     | …                              | …              |  |  |       |  |  |               |  |  |                |  |
|                                                            |                     | …                              | …              |  |  |       |  |  |               |  |  |                |  |
|                                                            |                     | …                              |                |  |  |       |  |  |               |  |  |                |  |